# Antoine Fabre
Pour les articles homonymes, voir Antoine Fabre (homonymie) et Fabre.
 (novembre 2018).
Antoine Fabre (né à Lacaze dans le Tarn le 23 octobre 1860 et mort à Béziers le 19 mai 1928) est un entrepreneur héraultais établi à Béziers. 

## Biographie
En 1884, il épouse à Graissessac sa cousine germaine Marie Philippine Gourguet. Le couple n'aura pas d'enfants. 
Venu à Béziers en 1885, il loue à M. Bauton, négociant, un local 12 rue du Séminaire (aujourd'hui rue André-Nougaret) et s'installe en qualité de serrurier mécanicien.
Il prend divers brevets de ferrures, tentes, bras, treuils, joints à cardan, etc. et notamment plusieurs brevets de bras de tentes, ascenseurs à parallélogrammes articulés qui ont complètement révolutionné cette industrie. En 1895, au 91 avenue de Belfort (de nos jours avenue Jean-Moulin) il monte un grand atelier de fabrication de tentes, vélums, marquises ainsi que de bâches, toiles, stores et enseignes répondant aux exigences croissantes de sa clientèle. Il crée donc des succursales dans trois grandes villes de France : Paris, Marseille et Nice.
En 1906 il fonde la Société Antoine Fabre et associés avec deux ingénieurs, Rigaud et Veyssiere.
En 1907, n'ayant pas de descendance, il vend sa société à ses associés. Les fonds qu'il en obtient lui permettent de consentir un nouveau prêt à Eugène Guiraud, petit-neveu d'Eugène Bauton, pour rembourser une dette de jeu, et il devient propriétaire de trois maisons (52 allées Paul-Riquet, 12 rue du Séminaire et 11 rue de l’Hôtel-Dieu), ainsi que du domaine viticole de La Crouzette.
En 1908, il entreprend d'importants travaux au domaine, faisant construire des cuves en béton en place et lieu des foudres en bois. Il fait aménager le ramonétage et agrandir l'écurie pour y loger jusqu'à cinq chevaux. Il ne cesse d'acheter des terres agricoles jouxtant le domaine. En 1926, il fait construire par l'entreprise Papineschi un « château d'eau » constitué de huit cuves superposées deux à deux, d'une contenance totale de 210 m3 et alimenté par un moulin à vent (système Halladay) actionnant une pompe à piston dans un puits profond de 60 m. Cette grande réserve permettait et permet toujours l'alimentation en eau de tout le domaine et l'arrosage du parc à la française. 
Antoine Fabre décède à Béziers en 1928 et est inhumé au Cimetière vieux de Béziers dans un tombeau surmonté d'une statue de Jean-Antoine Injalbert, le célèbre sculpteur biterrois.
En 1939, le conseil municipal de Béziers décide de donner son nom ("Antoine Fabre") à la rue située en face de l'université qui relie l'avenue Jean-Moulin à la rue des Lois.